# Schnakenbek
Schnakenbek là một đô thị thuộc huyện Lauenburg, trong bang Schleswig-Holstein, nước Đức. Đô thị Schnakenbek có diện tích 13,02 km², dân số thời điểm 31 tháng 12 năm 2006 là 842 người.